# 日本鍼灸師会
公益社団法人日本鍼灸師会（にほんしんきゅうしかい、Japan Acupuncture & Moxibustion Association）は、鍼灸学術の進歩発展とその医学的研究をなし、公衆の厚生福祉に寄与し、鍼灸師の資質向上と福祉を図るという趣旨、目的に賛同するはり師、きゅう師で構成する職能団体である。1950年(昭和25年)に設立し、1951年(昭和26年) に社団法人許可を受け、2010年9月に公益社団法人へ移行している。
活動としては鍼灸学術の振作昂揚、医学的研究、国際交流、鍼灸業務の振興、鍼灸師の資質向上等に関する事業を遂行し、機関誌として「日本鍼灸新報」を発行している。
会員は、はり師・きゅう師の国家試験免許取得者であって、趣旨、目的に賛同する者が都道府県の鍼灸師会に入会することにより日本鍼灸師会会員の資格が得られる。

## 関連団体
鍼灸医療推進研究会を、公益社団法人日本鍼灸師会、社団法人全日本鍼灸学会、社団法人東洋療法学校協会、公益社団法人全日本鍼灸マッサージ師会の四団体で構成し、鍼灸医療の科学的解明と普及活動並びに健康保険取扱いの拡充や鍼灸師の資質の向上を図り、国民の健康の回復と保持増進に寄与することを目的として活動している。
なお、鍼灸医療推進研究会の支援団体として財団法人東洋療法研修試験財団がある。

## 所在地
- 本部所在地　東京都豊島区南大塚3-44-14

- 公益社団法人北海道鍼灸師会
- 一般社団法人青森県鍼灸師会
- 一般社団法人岩手県鍼灸師会
- 公益社団法人宮城県鍼灸師会
- 一般社団法人秋田県鍼灸師会
- 一般社団法人山形県鍼灸師会
- 一般社団法人福島県鍼灸師会
- 一般社団法人茨城県鍼灸師会
- 一般社団法人栃木県鍼灸師会
- 公益社団法人群馬県鍼灸師会
- 公益社団法人埼玉県鍼灸師会
- 公益社団法人千葉県鍼灸師会
- 公益社団法人東京都鍼灸師会
- 公益社団法人神奈川県鍼灸師会
- 公益社団法人新潟県鍼灸師会
- 富山県鍼灸師会
- 公益社団法人石川県鍼灸師会
- 一般社団法人福井県鍼灸師会
- 公益社団法人山梨県鍼灸師会
- 一般社団法人岐阜県鍼灸師会
- 公益社団法人静岡県鍼灸師会
- 一般社団法人長野県針灸師会
- 一般社団法人愛知県鍼灸師会
- 一般社団法人三重県鍼灸師会
- 一般社団法人滋賀県鍼灸師会
- 公益社団法人京都府鍼灸師会
- 公益社団法人大阪府鍼灸師会
- 一般社団法人兵庫県鍼灸師会
- 一般社団法人奈良県鍼灸師会
- 一般社団法人和歌山県鍼灸師会
- 一般社団法人鳥取県鍼灸師会
- 一般社団法人島根県鍼灸師会
- 公益社団法人岡山県鍼灸師会
- 公益社団法人広島県鍼灸師会
- 公益社団法人山口県鍼灸師会
- 一般社団法人徳島県鍼灸師会
- 一般社団法人香川県鍼灸師会
- 公益社団法人愛媛県鍼灸師会
- 一般社団法人高知県鍼灸師会
- 福岡県鍼灸師会
- 佐賀県鍼灸師会
- 一般社団法人長崎県鍼灸師会
- 熊本県鍼灸師会
- 大分県鍼灸師会
- 一般社団法人宮崎県鍼灸師会
- 一般社団法人鹿児島県鍼灸師会
- 一般社団法人沖縄県鍼灸師会